# Thüngersheimer Sattel
Beim Thüngersheimer Sattel handelt es sich um eine in West-Süd-West-Richtung verlaufende Antiklinale, die von allen Seiten von Mulden umgeben ist. Er ist Teil der charakteristischen Sattel-Mulden-Struktur, die die geologische Formation des bayerischen Regierungsbezirks Unterfrankens bildet. Namensgebender Ort ist die Gemeinde Thüngersheim im bayerischen Landkreis Würzburg.

## Geografie
Der Thüngersheimer Sattel beginnt im Süden am sogenannten Neuenberg, der bereits in Thüngersheimer Gemarkung liegt. Im Süden und Westen begrenzt die langgestreckte Zeller Mulde den Sattel, im Norden und Osten ist die Zellinger Mulde zu finden. Der Thüngersheimer Sattel prägt den südlichen Teil des Naturraums der Zellingen-Thüngersheimer Talweitung im Mittleren Maintal der Mainfränkischen Platten. Im Süden geht das Areal in das Veitshöchheimer Maintal über, das ebenfalls Teil des Mittleren Maintals ist. Im Norden schließt das Karlstädter Maintal an.  

## Charakteristik
Die Verbiegungen der tektonischen Schichten prägen die Landschaft von Unterfranken und ziehen sich durch das gesamte Gebiet des Mittleren Maintals und der Mainfränkischen Platten. Die Sattel-Mulden-Struktur wird durch das generelle Einfallen der geologischen Formationen um zwei Grad nach Osten charakterisiert. Im Abstand von etwa zehn Kilometern folgt auf eine Mulde wieder ein Sattel bzw. Gewölbe. Jene Geländemerkmale entstanden als Spätwirkung der Alpenaufwölbung nach der Ablagerung des Muschelkalks und werden als flache geologische Wellen beschrieben. Sie gehen auf das variszische Grundgebirge zurück.
Im linken Scheitel des Maindreiecks zwischen Gemünden und Ochsenfurt liegt der Sattel nahezu im rechten Winkel zum Main. Deshalb lässt sich am Thüngersheimer Sattel besonders gut die Sattel-Mulden-Struktur nachvollziehen. Am Talgrund kommen kurz vor Thüngersheim bereits der Obere Buntsandstein mit seinen charakteristischen Röttonen zum Vorschein. Die Felsbänke machen die Verbiegung ebenfalls nachvollziehbar, weil sie im Südosten des Sattels nach Osten abtauchen und im Nordwesten des Areals nach Westen einfallen.